# Pausanias (König)
Pausanias (altgriechisch Παυσανίας Pausanías) war ein König von Sparta aus dem Haus der Agiaden. Er war Enkel des gleichnamigen Feldherrn während der Perserkriege und Sohn des Königs Pleistoanax. Während dessen Verbannung von 445 bis 426 v. Chr. wurde der junge Pausanias König, stand aber noch unter der Vormundschaft seines Onkels Kleomenes. Endgültig übernahm Pausanias die Königswürde nach dem Tod seines Vaters 408 v. Chr. und regierte bis 395 v. Chr.

## Erste Regierungszeit
Da seinem Vater Bestechung durch den Feind Athen vorgeworfen wurde, ging dieser 445 v. Chr. in die Verbannung. Pausanias, der seine Nachfolge antrat, muss damals noch ein Kind gewesen sein, denn 427 v. Chr. führte sein Onkel Kleomenes noch an seiner Stelle das Heer gegen Athen zu Felde. Mit diesem Angriff sollte die Eroberung von Mytilene durch die Athener verhindert werden. Obwohl Kleomenes erfolgreich war, fiel dieses an den Feind. Aufgrund eines Orakelspruchs kehrte Pleistoanax 426 v. Chr. wieder auf den Thron zurück.

## Zweite Regierungszeit
Als Pausanias’ Vater 408 v. Chr. starb, übernahm er zu einem schwierigen Zeitpunkt endgültig die Regierung. Pausanias war Befürworter einer starken gesellschaftlichen Fraktion Spartas, die versuchte, die aggressive Linie, die Sparta im großen Peloponnesischen Krieg zum Sieg über Athen geführt hatte, zu bändigen und mittels gemäßigter Politik Griechenland wieder zur Ruhe kommen zu lassen. Ihr Bestreben war es auch, wieder zur traditionellen spartanischen Politik der Beschränkung auf die Peloponnes zurückzukehren. Sie wollte den griechischen Städten ihre Autonomie zurückgeben und löste die vom spartanischen Feldherren Lysandros in den letzten Kriegsjahren vielerorts eingesetzten oligarchischen Regierungen wieder auf. Die Hauptfiguren der außenpolitisch aggressiveren Strömung waren Pausanias’ späterer Kollege Agesilaos II. und Lysandros, der große Held des Krieges.
Eine Intervention des lakedämonischen Heeres unter Führung des Königs löste um 402 v. Chr. auch das instabile Regierungskonstrukt des Lysandros, der nach dem Krieg Harmost von Athen wurde, auf. In Anerkennung von Pausanias’ mäßigendem Vorgehen wurden die Spartiaten, die bei diesem Einsatz gegen die Athener fielen, schließlich in einem Staatsgrab (!) im Kerameikos von Athen, dem sogenannten Lakedaimoniergrab, beigesetzt. Zu Hause wurde er hierfür vor Gericht gestellt. Die 28 Geronten, die Ephoren und König Agis II. fällten das Urteil. Es kam zu einem Freispruch, wobei 14 Geronten und Agis gegen ihn gestimmt hatten.
Das Schicksal eines seiner Hauptgegner wurde auch das seine: Lysandros konnte seinen Ehrgeiz nicht zügeln und wurde bei einem unnötigen Angriff auf die Stadt Haliartos im Jahr 395 tödlich verwundet. Das kurz danach eintreffende spartanische Heer unter König Pausanias, auf das Lysander hätte warten sollen, holte die Toten ab und zog sich nach Sparta zurück. Dabei handelte Pausanias völlig angemessen, da ohnehin kein regulärer Krieg geplant war, sondern nur eine Art Polizeiaktion gegen Theben, das sich seinen Bündnisverpflichtungen verweigerte. Sparta hatte nicht die Kraft, an zwei Fronten gleichzeitig zu kämpfen, denn zum Zeitpunkt der Intervention stand ein Heer in Kleinasien im spartanisch-persischen Krieg. Zu Hause hatte die gegnerische Partei während seiner Abwesenheit und durch den Schock des Todes Lysandros' die Oberhand gewonnen und Pausanias wurde gerichtlich vorgeworfen, sein Eintreffen bei Haliartos absichtlich verzögert und den Tod des Lysandros nicht gerächt zu haben.

## Im Exil
Pausanias ging nach seinem Rückzug aus Böotien nach Tegea in die Verbannung, ohne den Ausgang seines Prozesses abzuwarten. Er wurde in Sparta zum Tode verurteilt und suchte deshalb im Heiligtum der Athena Alea Zuflucht. An seiner Stelle wurde sein Sohn Agesipolis König und dessen Nachfolger wurde Pausanias’ zweiter Sohn Kleombrotos. Nach Xenophon scheint er recht bald in Tegea an Krankheit gestorben zu sein. Doch an anderer Stelle sagt er, dass Pausanias den Abzug der argolisch gesinnten Einwohner und Volksvertreter bewirkte, nachdem sein Sohn die Stadt Mantineia 385 v. Chr. erobert hatte. Auch anderen modernen Erkenntnissen zufolge hat er bis mindestens 381 gelebt und widmete sich im Exil u. a. staatsrechtlichen Überlegungen zur spartanischen Verfassung.
Das politische Ende des Pausanias hatte für Sparta schwerwiegende Folgen: Da Lysandros tot und Pausanias vertrieben war, stand Sparta im Mutterland kein erfahrener Feldherr zur Verfügung. Also musste man, weil das Scheitern vor Haliartos zum Korinthischen Krieg führte, wohl oder übel König Agesilaos von seinem durchaus erfolgreichen Feldzug gegen die persischen Satrapen in Kleinasien zurückbeordern und gab damit den Feldzug gegen das Perserreich weitgehend auf.